# Храленков, Егор Иванович
Егор Иванович Храленков (бел. Ягор Іванавіч Хралянкоў; род. 11 ноября 2005, Витебск) — белорусский футболист, защитник брестского «Динамо».

## Карьера
Воспитанник футбольной академии брестского «Динамо», к которой присоединился в 2018 году. В период с 2021 года по июль 2022 года находился в структуре брестского «Руха». В начале 2023 года футболист вернулся в «Динамо». В июле 2023 года футболист стал подтягиваться к играм с основной командой. Дебютировал за клуб 22 июля 2023 года в матче Кубка Беларуси против гомельского «Бумпрома», выйдя на замену на 87 минуте. Свой дебютный матч в чемпионате сыграл 20 августа 2023 года против мозырской «Славии», выйдя на поле в стартовом составе. На протяжении сезона футболист был в клубе одним из основных игроков, результативными действиями не отличившись. По итогу сезона футболист завершил чемпионат на итоговом десятом месте.

## Международная карьера
В начале 2021 года в составе юношеской сборной Беларуси до 17 лет участвовал в Кубке Развития, где занял итоговое четвёртое место. В октябре 2021 года футболист вместе со сборной отправился на квалификационные матчи юношеского чемпионата Европы. Первый матч на турнире сыграл 16 октября 2021 года против сборной Словакии. В июне 2023 года футболист получил вызов в юношескую сборную Беларуси до 19 лет. Дебютировал за сборную футболист 18 июня 2023 года в товарищеском матче против сборной Грузии.
В марте 2024 года футболист получил вызов в молодёжную сборную Беларуси.